# Eurocypria
Eurocypria war eine Fluggesellschaft im Besitz der Republik Zypern mit Basis auf dem Flughafen Larnaka.

## Geschichte

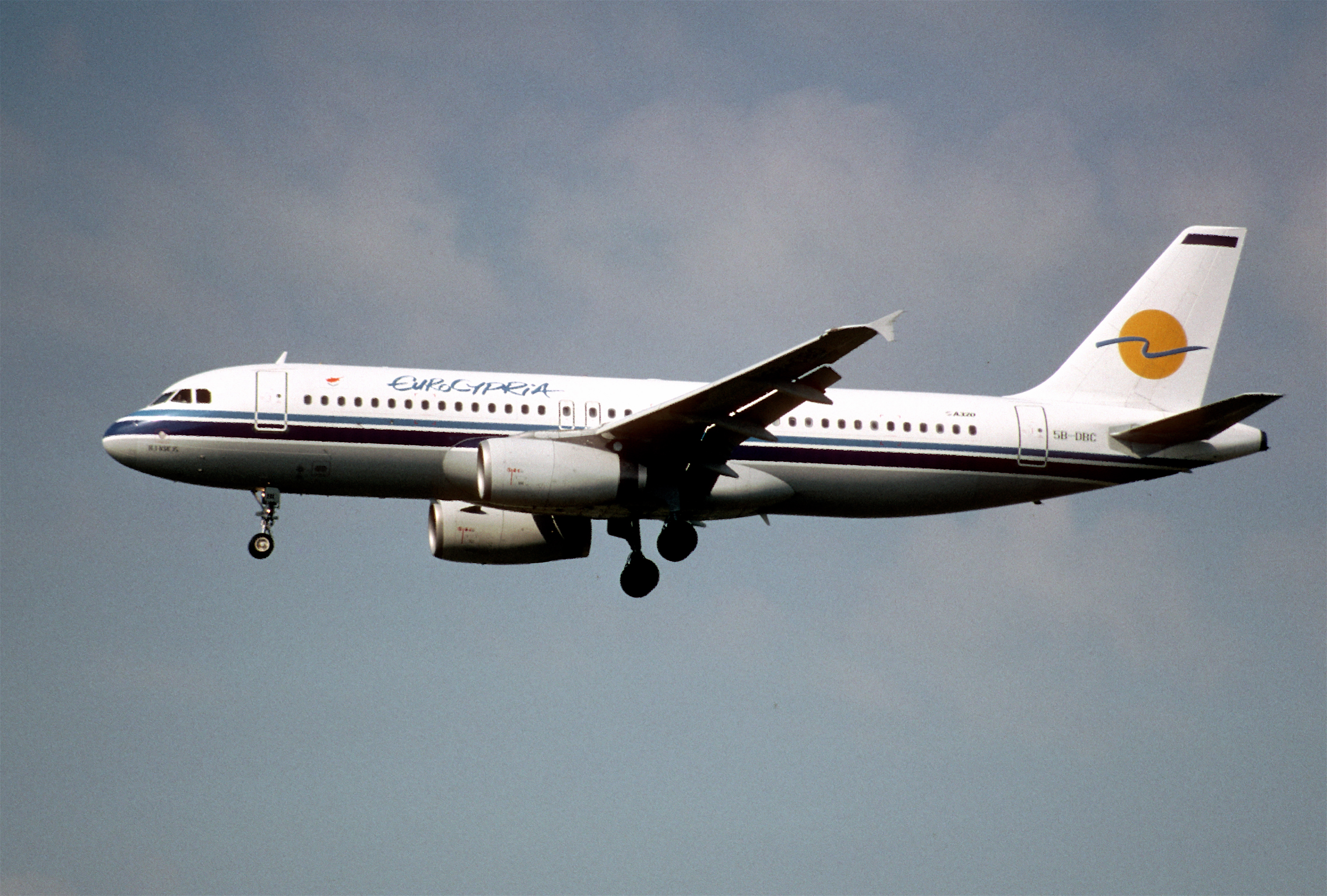
Ein Airbus A320 in der ursprünglichen Lackierung der Eurocypria.

Eurocypria wurde am 12. Juni 1991 als Tochtergesellschaft der Cyprus Airways gegründet, um als Ferienfluggesellschaft nach Westeuropa zu fungieren. Das Unternehmen war die erste Charterfluggesellschaft in der Republik Zypern.
Der Flugdienst begann am 25. März 1992 mit zwei geleasten Maschinen des Typs Airbus A320, die von der Muttergesellschaft übernommen wurden. Das Unternehmen führte IT-Charterflüge für verschiedene Reiseveranstalter durch und richtete hierzu zunächst 17 Direktverbindungen zwischen Europa und der Republik Zypern ein. Im April 1993 und im März 2001 übernahm Eurocyria je einen weiteren A320. Im Zuge einer Modernisierung wurde die Flotte ab 2003 komplett erneuert und die vorhandenen A320 durch Maschinen des Typs Boeing 737-800 ersetzt.
Im Jahr 2003 beförderte die Fluggesellschaft 500.178 Passagiere.
Das Unternehmen war auch sozial engagiert, so fanden einige Flüge als Wohltätigkeitsveranstaltung für zypriotische Kinder statt.
Im Zuge einer Restrukturierungsmaßnahme verkaufte Cyprus Airways die Eurocypria im Juni 2006 für 13.450.000,00 Zypern-Pfund (23,4 Mio. €) an den zypriotischen Staat. Damit gehörten zwar beide Fluggesellschaften Zypern, sie standen sich aber seit dem Verkauf als Wettbewerber gegenüber.
Im November 2010 wurde bekannt, dass die Regierung Eurocypria auflösen werde, nachdem die EU eine Fusion mit Cyprus Airways nicht erlaubt hatte und der Staat keine zwei konkurrierenden Airlines aufrechterhalten könne.
Schon am 4. November hat Eurocypria Konkurs angemeldet. Seit dem 13. November führt die Fluggesellschaft keine Flüge mehr aus.

## Ziele
Eurocypria startete von den Basen Larnaka und Paphos in der Republik Zypern. In den Wintermonaten hatten sie zwei weitere Basen auf Kreta und in Scharm asch-Schaich. Eurocypria führte nach eigenen Angaben Flüge von und zu über 70 Flughäfen in 20 Ländern durch. In Deutschland wurden unter anderem Düsseldorf, Hamburg und München angeflogen.

## Flotte
Vor Einstellung des Flugbetriebs bestand die Flotte der Eurocypria mit Stand Januar 2010 aus sechs Flugzeugen:
- 6 Boeing 737-800

Namens- und Farbgebung
Das Hauptmerkmal der Flotte der Eurocypria bestand darin, dass jedes der Flugzeuge zwar dasselbe Logo auf dem Seitenleitwerk hat, die Untergrundfarbe jedoch bei jedem eine andere ist. Darüber hinaus sind die Maschinen nach den typischen Winden aus der griechischen Mythologie benannt:
- Euros (Leitwerk in Grün): bedeutet Südostwind
- Notos (Leitwerk in Lila): bedeutet Südwinde
- Zephyros (Leitwerk in Dunkelblau): bedeutet warmer feuchter Wind aus Westen im Frühling
- Levante (Leitwerk in Hellblau): bedeutet warmer Ostwind im Herbst
- Maistros  (Leitwerk in Grau): bedeutet Nordwestwind
- Grecos  (Leitwerk in Weiß): bedeutet Nordostwind